# Hilarographa calyx
Hilarographa calyx is een vlinder uit de familie bladrollers (Tortricidae). De wetenschappelijke naam van de soort is voor het eerst geldig gepubliceerd in 2009 door Józef Razowski.

## Type
- holotype: "female. 20.VIII.1905. leg. A.E. Wileman. genitalia slide no. 31849"
- instituut: BMNH. Londen, Engeland
- typelocatie: "Formosa (Taiwan), Kanshirei, 1,000 ft"